# 서미성 (조선)
서미성(徐彌性, 1383년 ~ 1431년)은 조선의 문신이다. 본관은 대구, 자는 자상(子常), 아버지는 호조전서 서의(徐義), 어머니는 김숙명(金淑明)의 딸인 언양 김씨(彦陽金氏)이며, 부인은 권근(權近)의 딸 안동 권씨(安東權氏)이다.

## 생애
서미성은 1399년(정종 1년)후에 경기경력(京畿經歷), 사헌부집의(司憲府執義 - 종3품), 제용감판사(濟用監判事)와, 안주목사(安州牧使 - 정3품)를 역임하였다.
보국숭록대부(輔國崇祿大夫 - 정1품), 순충보조공신(純忠補祚功臣)과, 달천부원군(達川府院君)을 추증 및 추봉되었다.
1423년(세종 5년)에 서미성은 언관들 중 한 명으로 양녕대군(讓寧大君)을 탄핵하였다.

## 가족 관계
- 아버지 : 서의(徐義)
- 어머니 : 김숙명의 딸
  - 부인: 권근의 딸
    - 아들: 서거광(徐居廣)
      - 손자: 서팽소(徐彭召)
      - 손자: 서팽려(徐彭呂)
      - 손자: 서팽주(徐彭周)
      - 손자: 서팽선(徐彭 )

    - 아들: 서거정(徐居正)